# Franciszek Koprowski
Franciszek Koprowski, ps. Dąb, Konar (ur. 11 października 1895 w Brzezinkach, zm. 2 czerwca 1967 w Zerzniu k. Warszawy) – major Wojska Polskiego, cichociemny, olimpijczyk z Amsterdamu (1928) w pięcioboju nowoczesnym. Mistrz Polski w tej dyscyplinie sportu.

## Życiorys

### Młodość
Był synem Jana (rzemieślnika wiejskiego) i Józefy z Rykaczewskich. Po ukończeniu 5 letniej szkoły podstawowej, został wysłany do szkoły ogrodniczo-rolnej w Berlinie. Po 2 latach nauki wyjechał na rok do Stanów Zjednoczonych. W 1913 odbył służbę wojskową w armii niemieckiej - ukończył szkołę podoficerów jazdy w Toruniu. W I wojnie światowej walczył w szeregach armii niemieckiej, najpierw w 176 pułku piechoty, następnie w 1 pułku Ułanów Bawarskich. Za walki na froncie francuskim w 1915 odznaczony Krzyżem Żelaznym. W listopadzie 1918 opuścił armię niemiecką i walczył w rejonie Inowrocławia jako ochotnik w powstaniu wielkopolskim.

### Zawodowa służba wojskowa
W styczniu 1919 wstąpił do Wojska Polskiego. Po ukończeniu szkoły podoficerskiej służył w 21 pułku piechoty, walcząc w wojnie polsko-bolszewickiej na froncie litewskim. Od października 1920 dowodził plutonem w 211 pułku ułanów. W 1921 urlopowany, uzyskał maturę w grudniu 1922. Następnie służył w 10 pułku Ułanów Litewskich, w październiku 1924 awansowany do stopnia podporucznika, w maju 1925 do stopnia porucznika. W 1927 ukończył kurs instruktorów w-f w Centralnym Instytucie Wychowania Fizycznego przy Uniwersytecie Poznańskim, po którym został przydzielony do Centrum Wyszkolenia Kawalerii w Grudziądzu, a od 1933 pełnił tam funkcję kierownika wychowania fizycznego. W 1936 awansowany na rotmistrza. Od maja 1939 pracował w Oddziale II Sztabu Generalnego WP.

### Kariera sportowa
Był reprezentantem Polski podczas IX Igrzysk Olimpijskich w Amsterdamie w pięcioboju nowoczesnym (34. miejsce). Zdobył także mistrzostwo Polski w tej dyscyplinie sportu (1931), a także dwa srebrne (1928, 1929) i dwa brązowe medale (1926, 1927) mistrzostw Polski. Z sukcesami uprawiał także wioślarstwo, był mistrzem Polski w czwórce w 1921. Należał do założycieli Olimpii Grudziądz (1923), był działaczem Pomorskiego Okręgowego Związku Bokserskiego, w tym jego prezesem (1932–1934). Na Igrzyskach Olimpijskich w 1936 sędziował w turnieju bokserskich i zawodach pięcioboju nowoczesnego.

### II wojna światowa
We wrześniu 1939 został wysłany z misja kurierską do Kopenhagi. Następnie służył w Wojsku Polskim we Francji. Od lipca 1940 przebywał w Wielkiej Brytanii, początkowo służył w 10 Brygadzie Kawalerii Pancernej, gdzie dowodził 3 szwadronem 14 pułku Ułanów Jazłowieckich. W styczniu 1941 został skierowany do szkoły wywiadu (działającej pod nazwą Oficerski Kurs Doskonalenia Administracji Wojskowej), następnie uczestniczył w kursach dla cichociemnych jako instruktor, był także pierwszym komendantem kursu walki konspiracyjnej w Briggens. Od grudnia 1942 pozostawał do dyspozycji Oddziału VI Sztabu Naczelnego Wodza, został zaliczony do cichociemnych. W marcu 1943 przerzucony na spadochronie do Polski, otrzymał przydział do Oddziału II Informacyjno-Wywiadowczego Komendy Głównej AK w wileńskim ośrodku wywiadowczym. 8 listopada 1943 zatrzymany przez Gestapo, załamał się w śledztwie, ale 13 listopada 1943 zdołał uciec. Następnie służył w partyzantce. 19 marca 1944 objął dowództwo 6 Wileńskiej Brygady AK, którą dowodził w operacji „Ostra Brama”. 17 lipca 1945 został aresztowany przez NKWD, 18 miesięcy więziony w Wilnie, następnie w obozach w Ostaszkowie i Murszańsku w ZSRR. Do Polski powrócił 26 lipca 1948.
Za bohaterstwo w AK odznaczony Krzyżem Srebrnym Orderem Wojennym Virtuti Militari – rozkazem Dowódcy Armii Krajowej z 2 października 1944, zatwierdzonym przez Naczelnego Wodza w 1948.

### Po II wojnie światowej
Od 1948 był nauczycielem wychowania fizycznego w Państwowej Szkole Przemysłu Drzewnego w Cieplicach Śląskich. W 1950 zamieszkał w Warszawie, w latach 1950–1958 pracował jako trener szermierki w CWKS Legia Warszawa i KS Kolejarz Warszawa, był także członkiem zarządu Polskiego Związku Szermierczego (1957–1960). Od 1954 działał na rzecz odbudowy pięcioboju nowoczesnego w Polsce. Był członkiem powstałej w 1954 Komisji Pięcioboju Nowoczesnego GKKF i członkiem pierwszego zarządu Polskiego Związku Pięcioboju Nowoczesnego (1957–1959).
W 1958 doznał wylewu mózgu, po którym przeniósł się do Zerznia. Prowadził tam gospodarstwo rolne.
Zmarł w 1967 w Zerzniu k. Warszawy (obecnie część Anina), tam też, na cmentarzu w Zerzniu, został pochowany.

## Ordery i odznaczenia
- Krzyż Srebrny Orderu Wojennego Virtuti Militari nr 12345 (2 października 1944)[2]
- Krzyż Walecznych
- Złoty Krzyż Zasługi (25 maja 1939)[3]
- Srebrny Krzyż Zasługi (18 marca 1932)[4]
- Krzyż Zasługi Wojsk Litwy Środkowej
- Krzyż Żelazny (Cesarstwo Niemieckie, 1915)